# Fenstermanager

Fenstersystem-basierte grafische Benutzeroberflächen haben mehrere Schichten, z. B. Gnome-Shell auf Mutter und X.Org-Server

Typische Elemente eines Fensters. Die Fensterdekoration kann entweder von dem Fenstermanager oder vom Klienten produziert werden. Der Fensterinhalt ist stets die Domäne des Klienten.

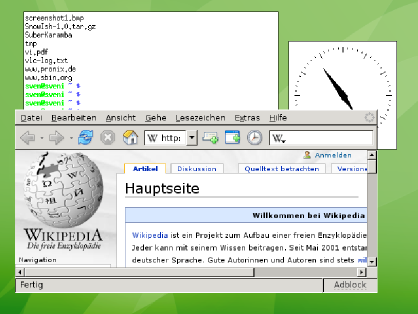
Ohne Fenstermanager fehlen die Fensterdekorationen

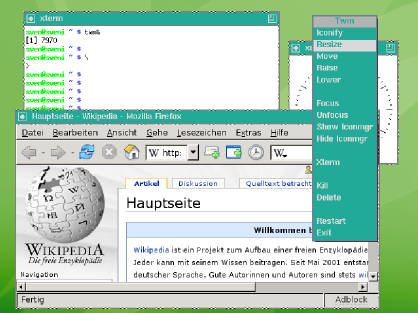
twm, ein sehr einfacher Fenstermanager

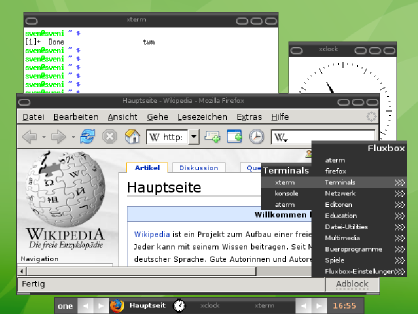
Fluxbox bietet erweiterte Fensterdekorationen sowie eine Leiste, welche die offenen Fenster zeigt

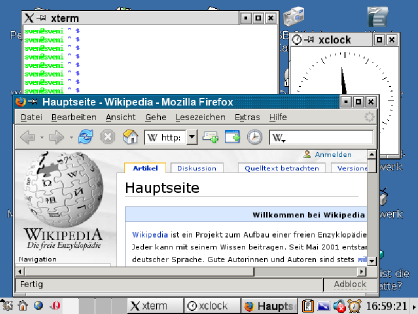
Kwin, der Fenstermanager von KDE, hier in einer sehr alten Version, integriert sich nahtlos in die Umgebung

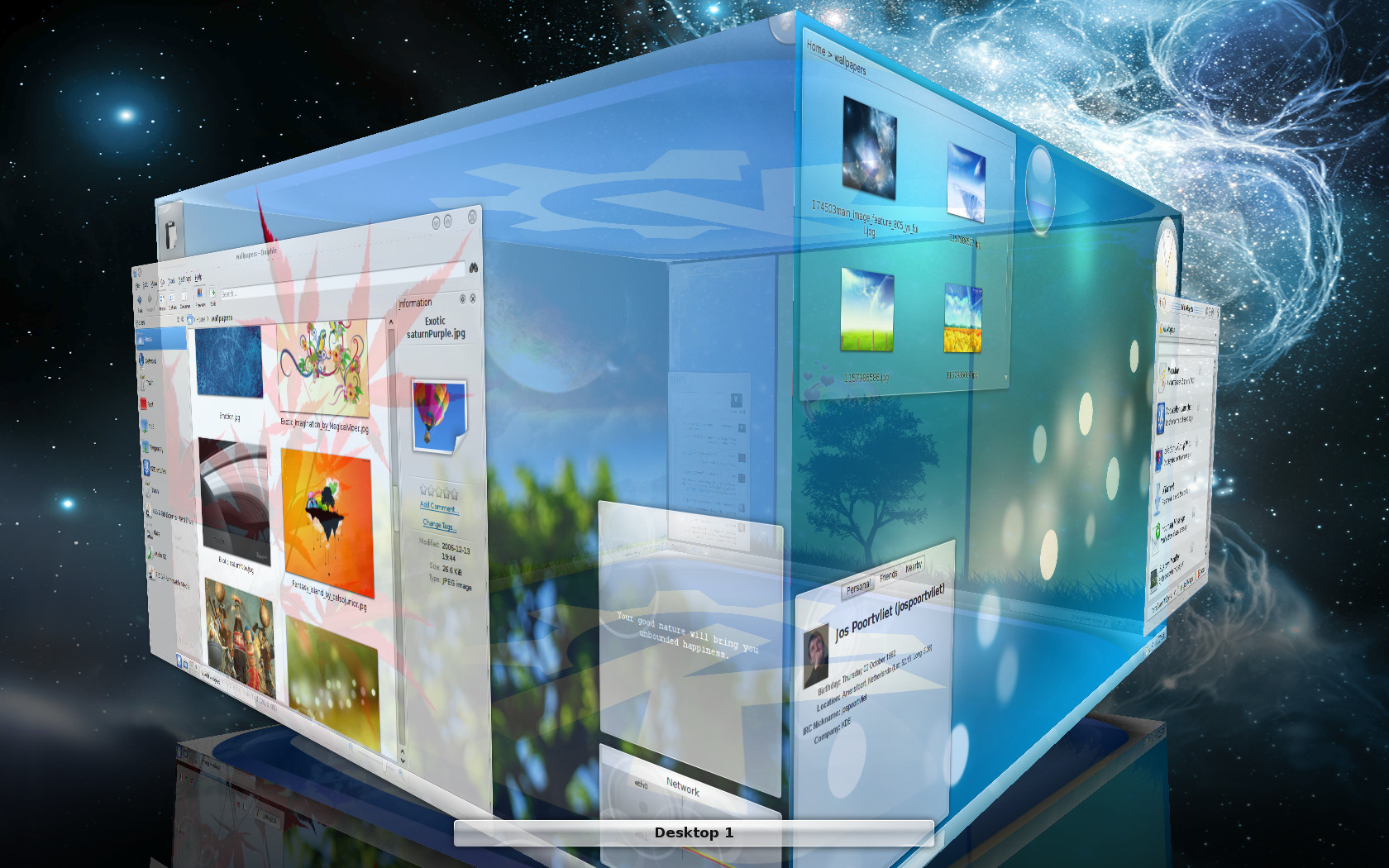
Modernere Fenstermanager bieten vielfältige Effekte, wie hier KWin in der Version 4.4

Ein Fenstermanager (eine halbe Lehnübersetzung für englisch window manager, wörtlich „Fensterverwalter“) ist ein Programm, das in Fenstersystemen die Aufgabe hat, den Anwenderprogrammen Funktionen wie Minimieren, Vergrößern und Schließen von Fenstern anzubieten. Dabei kann die grafische Oberfläche möglicherweise ein Client-Server-System (wie etwa das X Window System) als Unterbau besitzen, doch ist dies keineswegs zwingend.
Oftmals bestimmt der Fenstermanager die Titelleiste und den Rahmen der Fenster. Der Fensterinhalt wird jedoch in der Regel unabhängig davon mit Hilfe von Programmbibliotheken erstellt, die den Programmierern grafischer Oberflächen die Arbeit erleichtern und auch für ein einheitliches Aussehen der Programme sorgen. Meist werden diese Programmbibliotheken dann um ein einheitliches Aussehen (oder Design, auch in Verbindung mit sogenannten Themes) – mit Taskleiste(n), zusätzlichen kleinen Anwendungen, einem Papierkorb sowie um einheitliche Menüs – erweitert, was den Schritt zur Desktop-Umgebung markiert.
Zusätzlich könnte ein Fenstermanager die Fähigkeit zum Gruppieren von Fenstern in „Arbeitsplätzen“ oder „virtuelle Desktops“ haben, und dem Nutzer ermöglichen, ausgewählte Fenster im Vordergrund zu behalten.

## Fenstermanager für das X Window System
Populäre Fenstermanager für das X Window System (X) auf verschiedenen Betriebssystemen:
- Compiz (OpenGL-basiert; beinhaltet einen Composition-Manager; benötigt Xgl, AIGLX oder den Treiber von Nvidia. Zusätzlich existiert dazu eine Pluginsammlung unter dem Namen Compiz Fusion)
- Enlightenment (Nachfolger von E16)
- Fluxbox (basiert auf Blackbox)
- GNU Window Maker (Design an NeXTStep angelehnt – kann auch mit GNUstep verwendet werden)
- IceWM (kompatibel zu Gnome und KDE)
- KWin (Standard bei KDE)
- Marco (Standard des MATE Desktop Environment)
- Metacity (Standard bei Gnome bis Version 2.x)
- Muffin (Standard des Cinnamon Desktop Environment)
- Mutter (Standard bei Gnome 3.x)
- Openbox (Blackbox-ähnlich, Standard bei LXDE und LXQt)
- Xfwm (Standard bei Xfce)

Weitere Fenstermanager für X sind:
- 4dwm (Standard-Fenstermanager bei SGIs IRIX)
- 5Dwm (Freie Portierung des 4dwm für Linux)
- 9wm
- aewm++
- AfterStep (Design an NeXTStep angelehnt – basiert auf FVWM)
- AmiWM
- awesome
- Azalea (Fenstermanager des Étoilé Desktop Environment)
- Blackbox
- Calm Window Manager (cwm, eines der Defaults von OpenBSD, urspr. basierend auf evilwm)
- CTWM
- Dwm
- eewm
- euclid-wm
- evilwm
- FVWM
- FVWM2
- FVWM95 (basiert auf FVWM2 – Windows 95/98 ähnlich)
- FWM
- Hackedbox (basiert auf Blackbox)
- herbstluftwm
- i3
- Ion
- Joe’s Window Manager (JWM)
- Kahakai (basiert auf Waimea)
- larswm
- Luminocity (Test-Fenstermanager für Metacity)
- LWM
- Matchbox (für integrierte Umgebungen wie z. B. Handhelds)
- Metisse (Compiz-Alternative von Mandriva)
- MLVWM (Macintosh like virtual window manager)
- Motif Window Manager (MWM)
- OLWM (und OLVWM – OPEN LOOK-Fenstermanager)
- OroboROX (Fenstermanager für den ROX Desktop)
- Oroborus
- PapuaWM (basiert auf evilwm)
- PekWM (basiert auf aewm++)
- PWM
- Qvwm (Windows 95/98 ähnlich)
- Ratpoison
- Sawfish (früher Sawmill – Standard-Fenstermanager von Gnome 1.x; auch für Gnome 2.x geeignet)
- scrotwm
- Scwm
- SithWM
- Small Window Manager (SWM)
- StumpWM (geschrieben in Common Lisp und gedacht als Nachfolger von Ratpoison)
- twm (Teil des X-Systems, minimalistisch)
- uwm
- VirtuaWin
- Waimea
- Window Manager Improved (WMI)
- WindowLab
- wm2
- WMII (Window Manager Improved 2)
- xmonad (Window Manager geschrieben in Haskell)
- XPwm (Fenstermanager von XPde)

## Fenstermanager für andere Systeme
- Quartz Compositor von Apple
- Desktop Window Manager von Microsoft